# Albert Champoudry
Albert Alphonse Champoudry, né le 8 mai 1880 dans le 13e arrondissement de Paris, ville où il est mort le 23 juin 1933 dans le 10e arrondissement, est un athlète français.

## Carrière
Licencié au SA Montrouge, il est spécialiste des courses de fond. Il participe à l'épreuve de 5 000 mètres par équipe aux Jeux olympiques d'été de 1900 à Paris avec Jacques Chastanié, Henri Deloge, Gaston Ragueneau et André Castanet.
Il est fait chevalier de la Légion d'honneur pour sa carrière militaire, étant notamment lieutenant au 2e régiment de zouaves en 1920.

## Palmarès
- Jeux olympiques d'été de 1900 à Paris
  -  Médaille d'argent en 5 000 m par équipe

### National
Championnat de France de cross-country:

- 1900
  - 2e en 1899
  - 5e en 1901

Championnats de France:

- 3e du 1500 mètres en 1900

Prix Roosevelt:
- 3e en 1898
- 3e en 1900 (sous le prénom Michel)
- 3e en 1900 (sous le prénom Michel)